# 소냐 베넷
소냐 베넷(Sonja Bennett, 1980년 8월 24일 ~ )은 캐나다의 배우, 각본가이다.
밴쿠버에서 태어났다.

## 출연 작품
- 프레골랜드 (2014년)
- 랜덤 액츠 오브 로맨스 (2012년)
- 인 노 파티큘러 오더 (2012년)
- 곤 (2011년) - 리즈 쿡 역
- 도노반스 에코 (2011년) - 사라 역
- 혹성탈출: 진화의 시작 (2011년) - 보도에 어머니 역
- 더 클라이언트 리스트 (2010년)
- 아버지와 아들 (2010년)
- 스모킹 에이스 2 (2010년)
- What Color Is Love? (2009)
- 콜 (2009년)
- 컨트롤 알트 딜리트 (2008년)
- 페이탈 키스 (2008년) - 테레사 역
- 엘레지 (2008년) - 베스 역
- 리틀 야구왕 3 (2007년)
- 영 피플 퍼킹 (2007년)
- 내 친구 파이도 (2006년) - 테미 역
- 캐치 앤 릴리즈 (2006년)
- 제니퍼 러브 휴잇의 컨페션 (2005년) - 엘리자 역
- 더 포그 (2005년)
- 스위트 룸 (2005년) - 보니 트롯 역
- 퍼펙트 스코어 (2004년)
- 나 없는 내 인생 (2003년)
- 피어 잇셀프

### 텔레비전
- 데드 존 (2004-05, The Dead Zone)
- 콜드 스쿼드 (2004-05, Cold Squad)
- 트래블러 (2007)
- 마스터즈 오브 호러 - 사슴 여인 편 (2007)